# Comuna Răzeni, Ialoveni
Comuna Răzeni este o comună din raionul Ialoveni, Republica Moldova. Este formată din satele Răzeni (sat-reședință) și Mileștii Noi.

## Demografie
Conform datelor recensământului din 2014, comuna are o populație de 7.031 de locuitori. La recensământul din 2004 erau 7.451 de locuitori.

## Administrație și politică
Componența Consiliului local Răzeni (15 consilieri), ales la 5 noiembrie 2023, este următoarea:
|  | Partid                           | Consilieri | Componență | Componență | Componență | Componență | Componență | Componență | Componență | Componență | Componență | Componență | Componență | Componență |
|  | -------------------------------- | ---------- | ---------- | ---------- | ---------- | ---------- | ---------- | ---------- | ---------- | ---------- | ---------- | ---------- | ---------- | ---------- |
|  | Liga Orașelor și Comunelor       | 12         |            |            |            |            |            |            |            |            |            |            |            |            |
|  | Partidul Acțiune și Solidaritate | 3          |            |            |            |            |            |            |            |            |            |            |            |            |

## Personalități din Răzeni
- Ion Inculeț
- Ion Pelivan
- Elena Alistar